# Yacouba Bamba
Yacouba Bamba (* 16. Dezember 1975 in Abidjan) ist ein ehemaliger ivorischer Fußballspieler.

## Karriere

### Verein
Bamba wechselte nach einigen Jahren in seiner Heimat unter anderem bei African Sports, wo er unter anderem 1996 Meister der Elfenbeinküste wurde, nach Zürich, wo er kurz für den FC Zürich spielte, schließlich aber beim YF Juventus regelmäßig spielte und Tore erzielte. Anschließend zog es in die Westschweiz nach Yverdon. Anschließend spielte er beim FC Wil. Unter anderem spielte er beim torreichsten Spiel der höchsten Schweizer Liga und erzielte beim Spiel gegen den FC St. Gallen drei Tore. Später wechselte er wieder zum YF Juventus, nachher wechselte er in die Türkei, anschließend zu zwei Stationen in Aserbaidschan, wo er in der Saison 2005/06 mit FK Karvan Torschützenkönig wurde und gleichzeitig den aserbaidschanischen Fußballpokal gewann. Mit Khazar Lankaran gewann er 2007/08 erneut den aserbaidschanischen Fußballpokal und den 2008 den GUS-Pokal.

### International
Bamba spielte viermal für die ivorische Fußballnationalmannschaft, jeweils als Einwechselspieler und erzielte dabei kein Tor.

## Privates
Bambas Sohn Axel Bamba (* 1999) spielt momentan bei Sporting Gijón und zuvor beim Paris FC. Er möchte ebenfalls für die Elfenbeinküste antreten.